# Aigues-Juntes
Aigues-Juntes est une commune française située dans le département de l'Ariège, en région Occitanie.
Localisée dans le nord du département, la commune  fait partie, sur le plan historique et culturel, du Couserans, pays aux racines gasconnes structuré par le cours du Salat (affluent de la Garonne). Incluse dans le parc naturel régional des Pyrénées ariégeoises, la commune possède un patrimoine naturel remarquable composé d'une zone naturelle d'intérêt écologique, faunistique et floristique.
Aigues-Juntes est une commune rurale qui compte 59 habitants en 2022, après avoir connu un pic de population de 427 habitants en 1806. Ses habitants sont appelés les Aigues-Juntais ou Aigues-Juntaises.

## Géographie
- 1Carte dynamique
- 2Carte OpenStreetMap
- 3Carte topographique
- 4Carte avec les communes environnantes

### Localisation
La commune d'Aigues-Juntes se situe à l'extrême nord-est du pays du Couserans, entre les communes de Foix et du Mas d'Azil, sur la D 1, dominée par le massif du Plantaurel au nord et des forêts au sud.
La commune appartient en outre au parc naturel régional des Pyrénées ariégeoises.

### Communes limitrophes
Les communes limitrophes sont  Baulou, Cadarcet, Cazaux, Gabre, La Bastide-de-Sérou et Montégut-Plantaurel.
| Gabre               | Montégut-Plantaurel |        |
|                     | Aigues-Juntes       | Cazaux |
| La Bastide-de-Sérou | Cadarcet            | Baulou |

### Géologie et relief
La commune est située dans le Bassin aquitain, le deuxième plus grand bassin sédimentaire de la France après le Bassin parisien. Les terrains affleurants sur le territoire communal sont constitués de roches sédimentaires datant pour certaines du Cénozoïque, l'ère géologique la plus récente sur l'échelle des temps géologiques, débutant il y a 66 millions d'années, et pour d'autres du Mésozoïque, anciennement appelé Ère secondaire, qui s'étend de −252,2 à −66,0 Ma. La structure détaillée des couches affleurantes est décrite dans les feuilles « n°1056 - Le Mas d'Azil » et « n°1057 - Pamiers » de la carte géologique harmonisée au 1/50 000ème du département de l'Ariège, et leurs notices associées,.
La superficie cadastrale de la commune publiée par l’Insee, qui sert de références dans toutes les statistiques, est de 7,77 km2,. La superficie géographique, issue de la BD Topo, composante du Référentiel à grande échelle produit par l'IGN, est quant à elle de 7,71 km2. Son relief est relativement accidenté puisque la dénivelée maximale atteint 276 mètres. L'altitude du territoire varie entre 340 m et 616 m.
Le village se situe au fond d'une vallée creusée lors du tertiaire, sur un sol de poudingue. En l’occurrence, la vallée se trouve sur les strates dites de poudingues de Palassou, placées sur la faille nord-pyrénéenne.
Aigues-Juntes est sur le piémont pyrénéen, plus précisément le Plantaurel, massif de faible altitude (les plus hauts sommets ne dépassent pas 1 000 m). Le village en lui-même est sur l'adret du Plantaurel, à une altitude de 340 m en moyenne, avec un maximum de 616 m à l'extrême sud.
Plusieurs grottes percent les falaises du massif du Plantaurel, et notamment la grotte du Pigailh à trois kilomètres au nord du village, qui a révélé des restes archéologiques et a abrité des maquisards.

### Hydrographie
Un ruisseau, l'Argentat (anciennement Argensac), coule le long de la D1, rejoint par plusieurs affluents sur le territoire de la commune (les ruisseaux de Pierroutous, du Masuré, de Naudous, de la goute de la Ménisque, de la goute du Pont, de l'église, du Bosc, du Ramé). Il se jette dans la Lèze au nord de la commune.
À l'ouest du village, à environ deux kilomètres et en bordure de commune, se trouve le lac de Mondély, créé en 1980 pour l'irrigation et le soutien des étiages de la Lèze et où se jettent les ruisseaux du Gay et de la Barguère, également sur le territoire de la commune. Il se trouve à environ 386 m d'altitude.

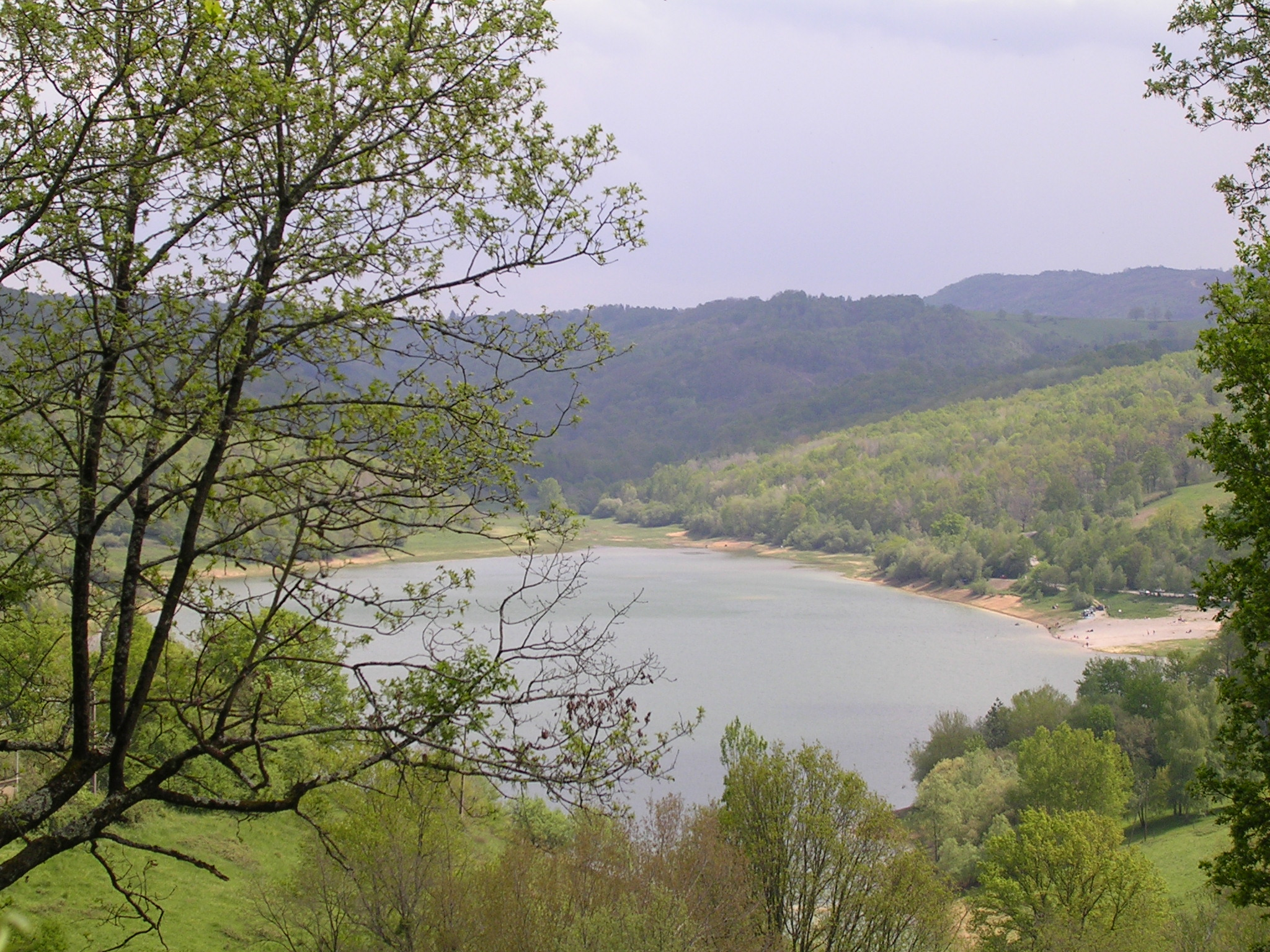
Vue du lac depuis une route proche du hameau voisin de Mondély.

### Climat
Pour des articles plus généraux, voir Climat de l'Occitanie et Climat de l'Ariège.
En 2010, le climat de la commune est de type climat océanique altéré, selon une étude s'appuyant sur une série de données couvrant la période 1971-2000. En 2020, Météo-France publie une typologie des climats de la France métropolitaine dans laquelle la commune est exposée à un climat de montagne et est dans la région climatique Pyrénées centrales, caractérisée par une pluviométrie annuelle de 1 000 à 1 200 mm.
Pour la période 1971-2000, la température annuelle moyenne est de 12,1 °C, avec une amplitude thermique annuelle de 15,3 °C. Le cumul annuel moyen de précipitations est de 958 mm, avec 9,9 jours de précipitations en janvier et 6,6 jours en juillet. Pour la période 1991-2020, la température moyenne annuelle observée sur la station météorologique la plus proche, située sur la commune de La Bastide-de-Sérou à 6 km à vol d'oiseau, est de 11,9 °C et le cumul annuel moyen de précipitations est de 1 091,0 mm,. Pour l'avenir, les paramètres climatiques de la commune estimés pour 2050 selon différents scénarios d'émission de gaz à effet de serre sont consultables sur un site dédié publié par Météo-France en novembre 2022.

## Urbanisme

### Typologie
Au 1er janvier 2024, Aigues-Juntes est catégorisée commune rurale à habitat très dispersé, selon la nouvelle grille communale de densité à 7 niveaux définie par l'Insee en 2022.
Elle est située hors unité urbaine et hors attraction des villes,.

### Occupation des sols
L'occupation des sols de la commune, telle qu'elle ressort de la base de données européenne d’occupation biophysique des sols Corine Land Cover (CLC), est marquée par l'importance des forêts et milieux semi-naturels (75,6 % en 2018), une proportion sensiblement équivalente à celle de 1990 (75,4 %). La répartition détaillée en 2018 est la suivante : 
forêts (64,6 %), prairies (21,7 %), milieux à végétation arbustive et/ou herbacée (11 %), eaux continentales (2,7 %). L'évolution de l’occupation des sols de la commune et de ses infrastructures peut être observée sur les différentes représentations cartographiques du territoire : la carte de Cassini (XVIIIe siècle), la carte d'état-major (1820-1866) et les cartes ou photos aériennes de l'IGN pour la période actuelle (1950 à aujourd'hui).

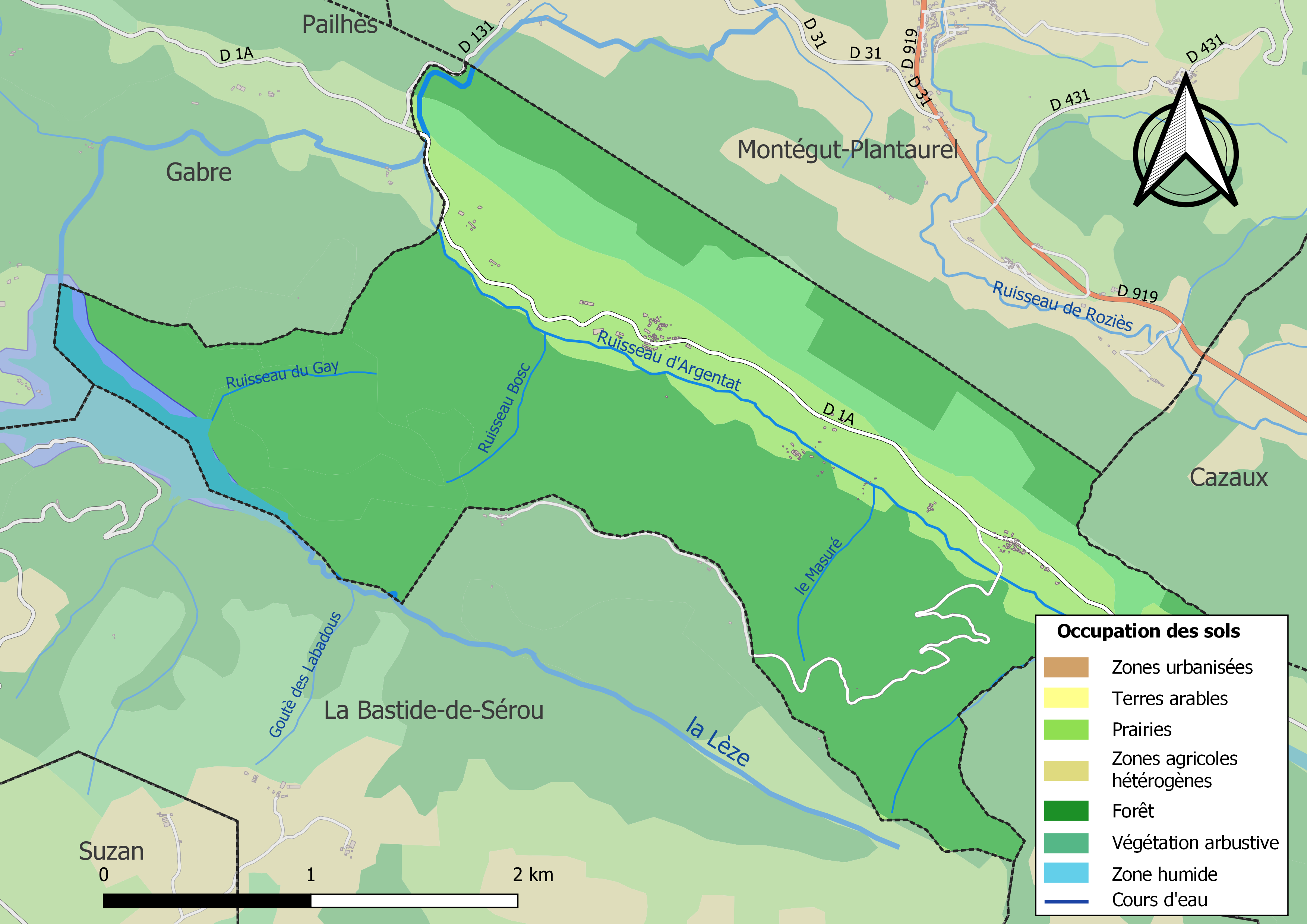
Carte des infrastructures et de l'occupation des sols de la commune en 2018 (CLC).

### Hameaux

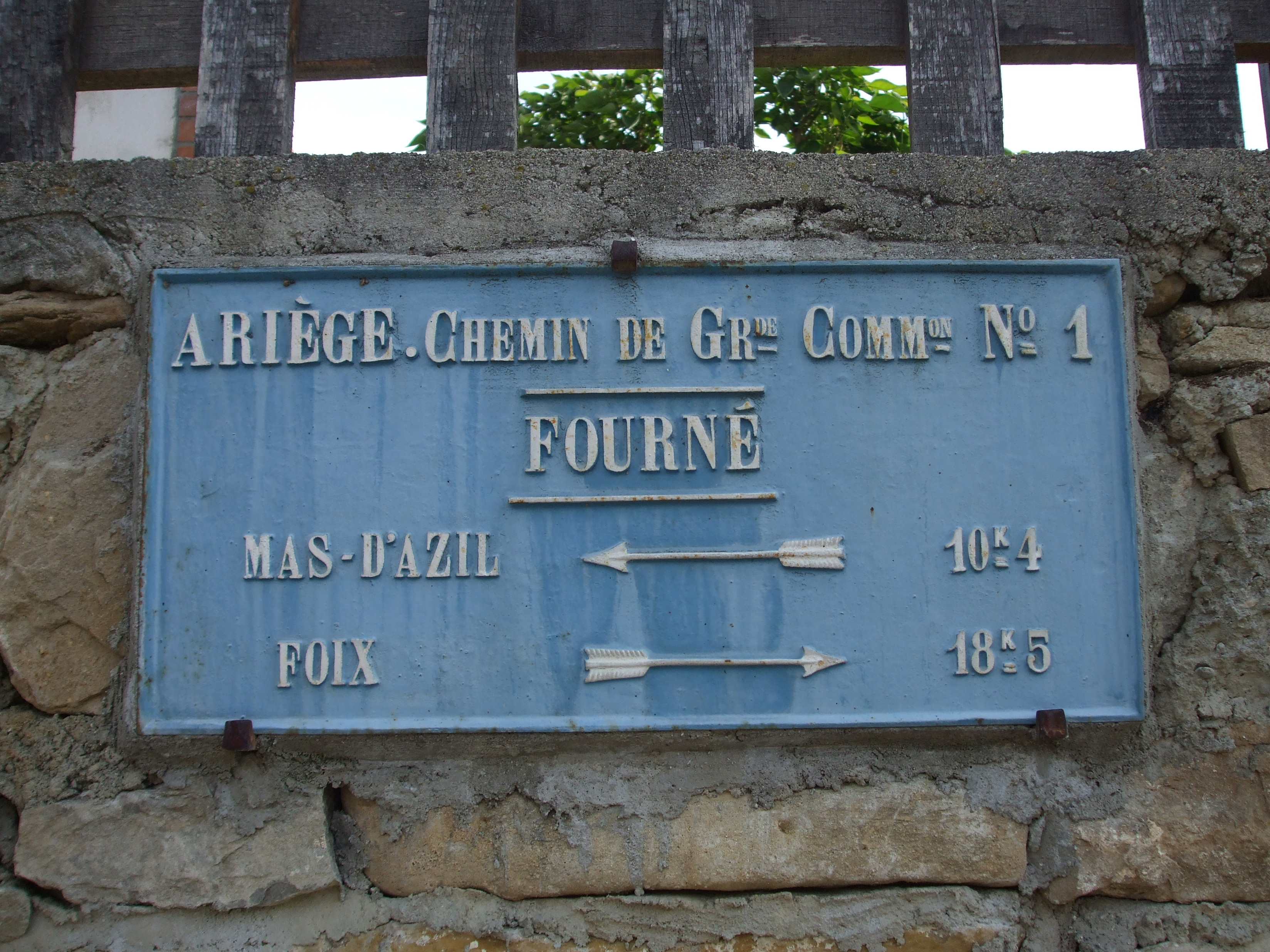
Plaque de cocher au centre du village.

Les deux principaux hameaux rattachés à la commune sont le Fourné et les Pierroutous, mais plusieurs autres fermes ou groupes de maisons sont éparpillés sur le territoire de la commune (notamment les lieux-dits de Naudoux, du Taussoulet et de Jody),.

### Habitat et logement
En 2018, le nombre total de logements dans la commune était de 44, alors qu'il était de 42 en 2013 et de 36 en 2008.
Parmi ces logements, 75,1 % étaient des résidences principales, 17,2 % des résidences secondaires et 7,7 % des logements vacants. Ces logements étaient pour 98,1 % d'entre eux des maisons individuelles et pour 1,9 % des appartements.
Le tableau ci-dessous présente la typologie des logements à Aigues-Juntes en 2018 en comparaison avec celle de l'Ariège et de la France entière. Une caractéristique marquante du parc de logements est ainsi une proportion de résidences secondaires et logements occasionnels (17,2 %) inférieure à celle du département (24,6 %) mais supérieure à celle de la France entière (9,7 %). Concernant le statut d'occupation de ces logements, 60 % des habitants de la commune sont propriétaires de leur logement (63,6 % en 2013), contre 66,3 % pour l'Ariège et 57,5 % pour la France entière.
| Typologie                                               | Aigues-Juntes | Ariège | France entière |
| ------------------------------------------------------- | ------------- | ------ | -------------- |
| Résidences principales (en %)                           | 75,1          | 65,7   | 82,1           |
| Résidences secondaires et logements occasionnels (en %) | 17,2          | 24,6   | 9,7            |
| Logements vacants (en %)                                | 7,7           | 9,7    | 8,2            |

### Risques majeurs

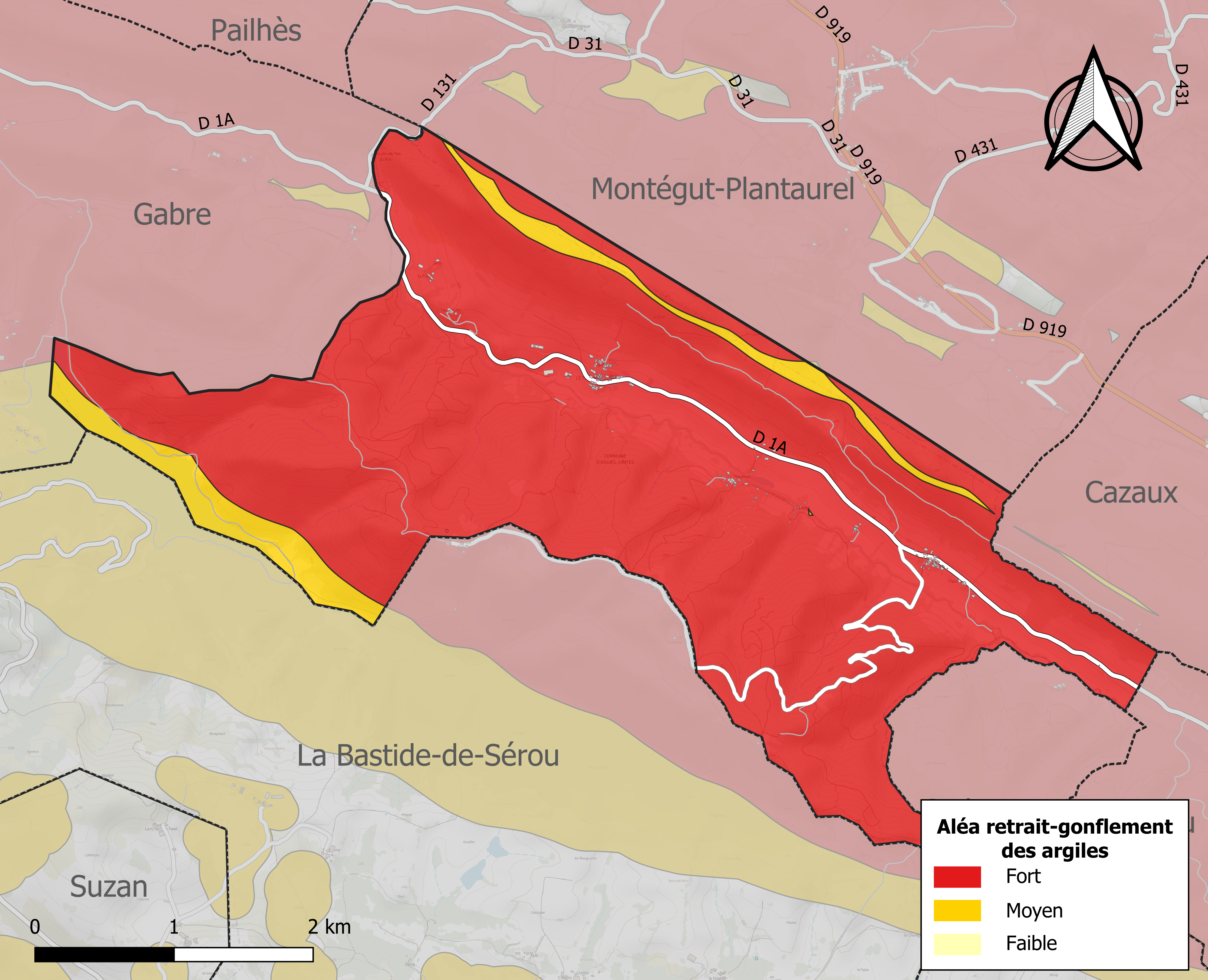
Zonage de l'aléa retrait-gonflement des argiles sur la commune d'Aigues-Juntes.

Le territoire de la commune d'Aigues-Juntes est vulnérable à différents aléas naturels : inondations, climatiques (grand froid ou canicule), feux de forêts, mouvements de terrains et séisme (sismicité modérée),.
Certaines parties du territoire communal sont susceptibles d’être affectées par le risque d’inondation par débordement, crue torrentielle d'un cours d'eau, ou ruissellement d'un versant.
Les mouvements de terrains susceptibles de se produire sur la commune sont soit des chutes de blocs, soit des glissements de terrains, soit des effondrements liés à des cavités souterraines, soit des mouvements liés au retrait-gonflement des argiles. Près de 50 % de la superficie de l’Ariège est concernée par l'aléa retrait-gonflement des argiles, dont la commune d'Aigues-Juntes. L'inventaire national des cavités souterraines permet par ailleurs de localiser celles situées sur la commune.

### Sismicité et catastrophes
Placée sur la faille faille nord-pyrénéenne, la commune d'Aigues-Juntes est classée dans une zone 1A (risque très faible mais non négligeable). Les autres risques répertoriés pour Aigues-Juntes sont les feux de forêt, les ruptures de barrages, les inondations.

## Toponymie
Le nom Aigues-Juntes vient de l'occitan Aigasjuntas, issu du latin aquae (les eaux) et junctae (jointes, réunies).
L'occitan Aigasjuntas est devenu Aigues-Juntes en français. La graphiee Aigues juntes est la même en catalan.

## Histoire
Des fouilles effectuées par M. Miquel et M. Ladevèze en 1888 dans la grotte du Pigailh ont révélé un site de l'Âge du fer et de l'époque gallo-romaine. Y ont notamment été découvertes des pièces de monnaie et des médailles gallo-romaines à l'effigie d'Antonin le Pieux, de Tetricus I et de Licinius, ainsi que de la poterie et de petits objets.
Du XIIIe siècle à la Révolution, Aigues-Juntes forme une enclave de la province de Languedoc dans le comté de Foix, sous l'autorité du prieur claustral du Mas d'Azil.
La grotte du Pigailh a abrité des maquisards durant l'Occupation.

## Politique et administration
Au premier tour des élections présidentielles de 2012, c'est la commune de France qui a voté le plus massivement pour le front de gauche de J.-L. Mélenchon, avec un score de 61,90 % sur un total de 43 votants pour 48 inscrits. Le reste des voix se divise ainsi : F. Hollande 16,67 %, F. Bayrou 7,14 %, N. Sarkozy 7,14 %, P. Poutou 4,76 %, M. Le Pen 2,38 %.

### Découpage territorial
La commune d'Aigues-Juntes est membre de la communauté de communes Couserans-Pyrénées, un établissement public de coopération intercommunale (EPCI) à fiscalité propre créé le 18 novembre 2016 dont le siège est à Saint-Lizier. Ce dernier est par ailleurs membre d'autres groupements intercommunaux.
Sur le plan administratif, elle est rattachée à l'arrondissement de Saint-Girons, au département de l'Ariège, en tant que circonscription administrative de l'État, et à la région Occitanie.
Sur le plan électoral, elle dépend du canton du Couserans Est pour l'élection des conseillers départementaux, depuis le redécoupage cantonal de 2014 entré en vigueur en 2015, et de la première circonscription de l'Ariège  pour les élections législatives, depuis le redécoupage électoral de 1986.

### Administration municipale
De par son nombre d'habitants (moins de 100), la commune dispose d'un conseil municipal de 9 membres (article L2121-2 du Code général des collectivités territoriales).

### Liste des maires
| Période                                  | Période   | Identité     | Étiquette | Qualité     |
| ---------------------------------------- | --------- | ------------ | --------- | ----------- |
| mars 1959                                | mars 2001 | Paul Begou   | PCF       |             |
| mars 2001                                | En cours  | Gilles Soula | DVG       | Agriculteur |
| Les données manquantes sont à compléter. |           |              |           |             |

## Population et société

### Démographie

#### Évolution démographique
| 1793 | 1800 | 1806 | 1821 | 1831 | 1836 | 1841 | 1846 | 1851 |
| ---- | ---- | ---- | ---- | ---- | ---- | ---- | ---- | ---- |
| 280  | 256  | 427  | 328  | 312  | 326  | 329  | 344  | 360  |

| 1856 | 1861 | 1866 | 1872 | 1876 | 1881 | 1886 | 1891 | 1896 |
| ---- | ---- | ---- | ---- | ---- | ---- | ---- | ---- | ---- |
| 333  | 335  | 298  | 307  | 287  | 302  | 273  | 249  | 234  |

| 1901 | 1906 | 1911 | 1921 | 1926 | 1931 | 1936 | 1946 | 1954 |
| ---- | ---- | ---- | ---- | ---- | ---- | ---- | ---- | ---- |
| 221  | 206  | 204  | 160  | 141  | 132  | 155  | 151  | 112  |

| 1962 | 1968 | 1975 | 1982 | 1990 | 1999 | 2005 | 2006 | 2010 |
| ---- | ---- | ---- | ---- | ---- | ---- | ---- | ---- | ---- |
| 95   | 81   | 63   | 59   | 42   | 49   | 43   | 40   | 44   |

| 2015 | 2020 | 2022 | - | - | - | - | - | - |
| ---- | ---- | ---- | - | - | - | - | - | - |
| 64   | 57   | 59   | - | - | - | - | - | - |

Au début des années 1761, on compte 30 feux sur la commune. Par la suite, l'évolution du nombre d'habitants depuis 1793 est connue à travers les recensements de la population effectués à Aigues-Juntes depuis cette date. À partir du XXIe siècle, les recensements réels des communes de moins de 10 000 habitants ont lieu tous les cinq ans. Pour Aigues-Juntes, cela correspond à 2005, 2010, etc. Les autres dates de « recensements » (2006, 2008, etc.) sont des estimations,. Sur la période recensée, le maximum de la population a été atteint en 1806 avec 427 habitants. En 2008, Aigues-Juntes comptait 41 habitants soit une diminution de 16 % par rapport à 1999. La commune occupait le 36 067e rang au niveau national, alors qu'elle était au 35 614e en 1999, et le 292e au niveau départemental sur 332 communes.

#### Pyramide des âges
En 2021, le taux de personnes d'un âge inférieur à 30 ans s'élève à 17,5 %, soit en dessous de la moyenne départementale (28,7 %). À l'inverse, le taux de personnes d'âge supérieur à 60 ans est de 35,1 % la même année, alors qu'il est de 34,4 % au niveau départemental.
En 2021, la commune comptait 31 hommes pour 27 femmes, soit un taux de 53,45 % d'hommes, largement supérieur au taux départemental (48,91 %).
Les pyramides des âges de la commune et du département s'établissent comme suit :
| Hommes | Classe d’âge | Femmes |
| ------ | ------------ | ------ |
| 0,0    | 90 ou +      | 0,0    |
| 16,7   | 75-89 ans    | 22,2   |
| 20,0   | 60-74 ans    | 11,1   |
| 23,3   | 45-59 ans    | 25,9   |
| 26,7   | 30-44 ans    | 18,5   |
| 3,3    | 15-29 ans    | 11,1   |
| 10,0   | 0-14 ans     | 11,1   |

| Hommes | Classe d’âge | Femmes |
| ------ | ------------ | ------ |
| 1,1    | 90 ou +      | 2,8    |
| 9,6    | 75-89 ans    | 12,2   |
| 21,5   | 60-74 ans    | 21,5   |
| 20,6   | 45-59 ans    | 20,3   |
| 16,5   | 30-44 ans    | 16,5   |
| 14,9   | 15-29 ans    | 12,3   |
| 15,7   | 0-14 ans     | 14,4   |

### Enseignement
L'école, située au hameau du Fourné, est désaffectée. L'école la plus proche est désormais celle de Montégut, à trois kilomètres au nord.

### Sports
La commune offre la possibilité d'une pratique de la randonnée, notamment avec des parcours plus ou moins balisés autour du lac, mais aussi de l'escalade et de l'équitation.

### Santé
Il n'y a ni pharmacie, ni médecin à Aigues-Juntes, les plus proches se trouvant à La Bastide-de-Sérou soit à environ 6 kilomètres. Le Centre hospitalier intercommunal des vallées de l'Ariège, le plus important du département, se situe à Saint-Jean-de-Verges à une douzaine de kilomètres.

## Économie

### Emploi
| Division       | 2008  | 2013   | 2018   |
| -------------- | ----- | ------ | ------ |
| Commune        | 4,5 % | 5,3 %  | 6,1 %  |
| Département    | 8,9 % | 11,1 % | 11,2 % |
| France entière | 8,3 % | 10 %   | 10 %   |

En 2018, la population âgée de 15 à 64 ans s'élève à 36 personnes, parmi lesquelles on compte 78,8 % d'actifs (72,7 % ayant un emploi et 6,1 % de chômeurs) et 21,2 % d'inactifs,. Depuis 2008, le taux de chômage communal (au sens du recensement) des 15-64 ans est inférieur à celui de la France et du département.
La commune est hors attraction des villes,. Elle compte 9 emplois en 2018, contre 8 en 2013 et 6 en 2008. Le nombre d'actifs ayant un emploi résidant dans la commune est de 27, soit un indicateur de concentration d'emploi de 33,3 % et un taux d'activité parmi les 15 ans ou plus de 51 %.
Sur ces 27 actifs de 15 ans ou plus ayant un emploi, 9 travaillent dans la commune, soit 33 % des habitants. Pour se rendre au travail, 75 % des habitants utilisent un véhicule personnel ou de fonction à quatre roues, 8,3 % s'y rendent en deux-roues, à vélo ou à pied et 16,7 % n'ont pas besoin de transport (travail au domicile).

### Activités hors agriculture
Deux établissements seulement relevant d’une activité hors champ de l’agriculture sont implantés  à Aigues-Juntes au 31 décembre 2019.
- GAEC
- CCAS
- Association foncière de remembrement
- Entreprise forestière
- Entreprise de randonnées

### Agriculture
La commune fait partie de la petite région agricole dénommée « Région sous-pyrénéenne ». En 2010, l'orientation technico-économique de l'agriculture  sur la commune est la production de bovins, lait, élevage et viande combinés.
|                                   | 1988 | 2000 | 2010 |
| --------------------------------- | ---- | ---- | ---- |
| Exploitations                     | 13   | 3    | s    |
| Superficie agricole utilisée (ha) | 263  | 229  | s    |

Le nombre d'exploitations agricoles en activité et ayant leur siège dans la commune est passé de 13 en 1988 à 3 en 2000 puis à un nombre inférieur au secret statistique en 2010. Le même mouvement est observé à l'échelle du département qui a perdu pendant cette période 48 % de ses exploitations. La surface agricole utilisée sur la commune a également diminué.

## Culture locale et patrimoine

### Lieux et monuments
- L'église dédiée à saint Barthélemy est au hameau du Fournié. C'est à l'origine un édifice roman, reconstruit de 1861 à 1864.
- Le monument aux morts, située près du clocher, est une représentation du Christ en croix[45].
- La commune possède aussi un lavoir-abreuvoir, reconverti en jardinière.
- La grotte du Pigailh a abrité des êtres humains comme l'ont révélé les restes archéologiques qui y ont été découverts. Elle a également été un abri pour des maquisards pendant la Seconde Guerre mondiale[13].
- Enfin, le lac de Mondély, à cheval sur trois communes : Aigues-Juntes, La Bastide-de-Sérou et Gabre.
- Moulin du Pas del Roc.

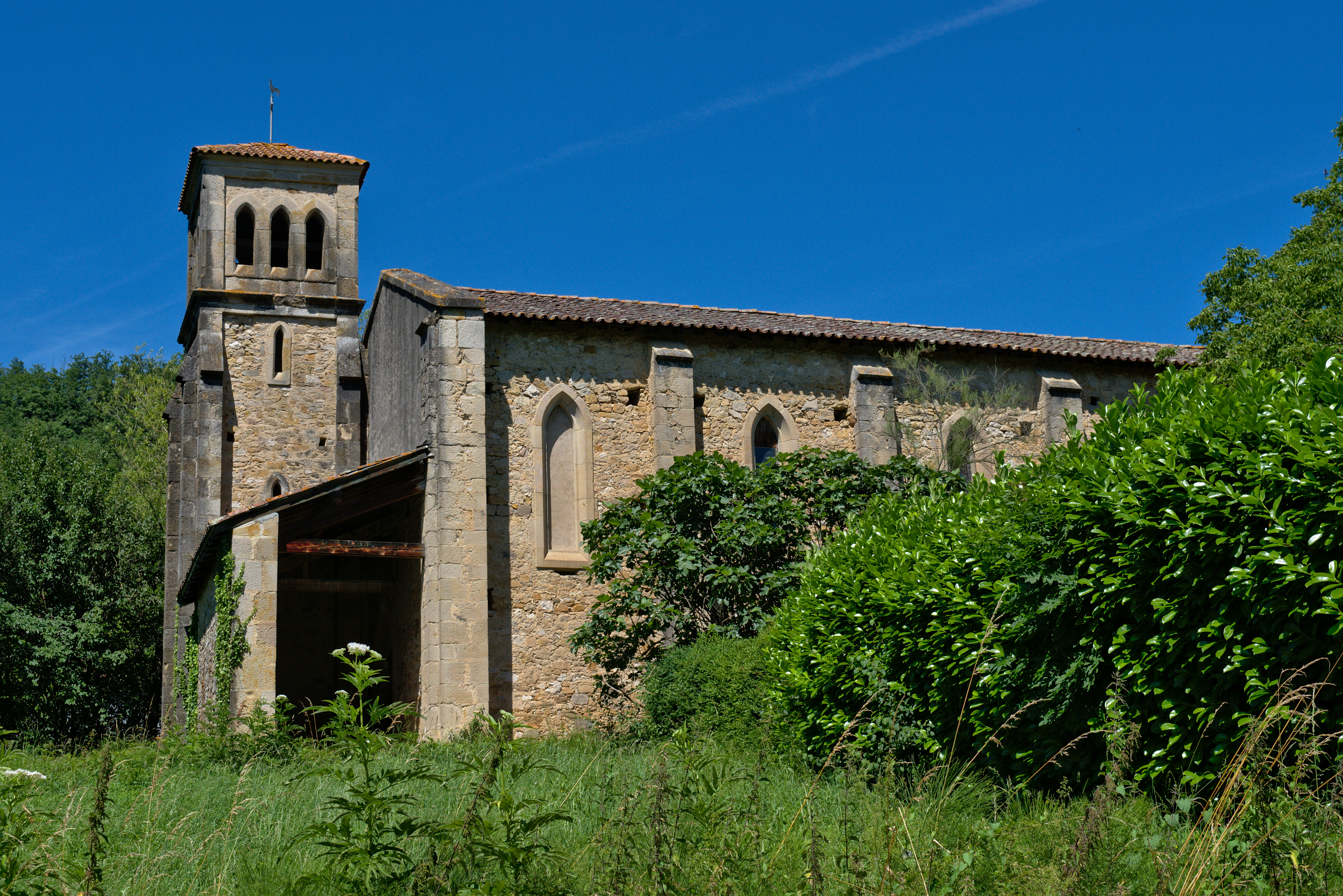
L'église Saint-Barthélemy.
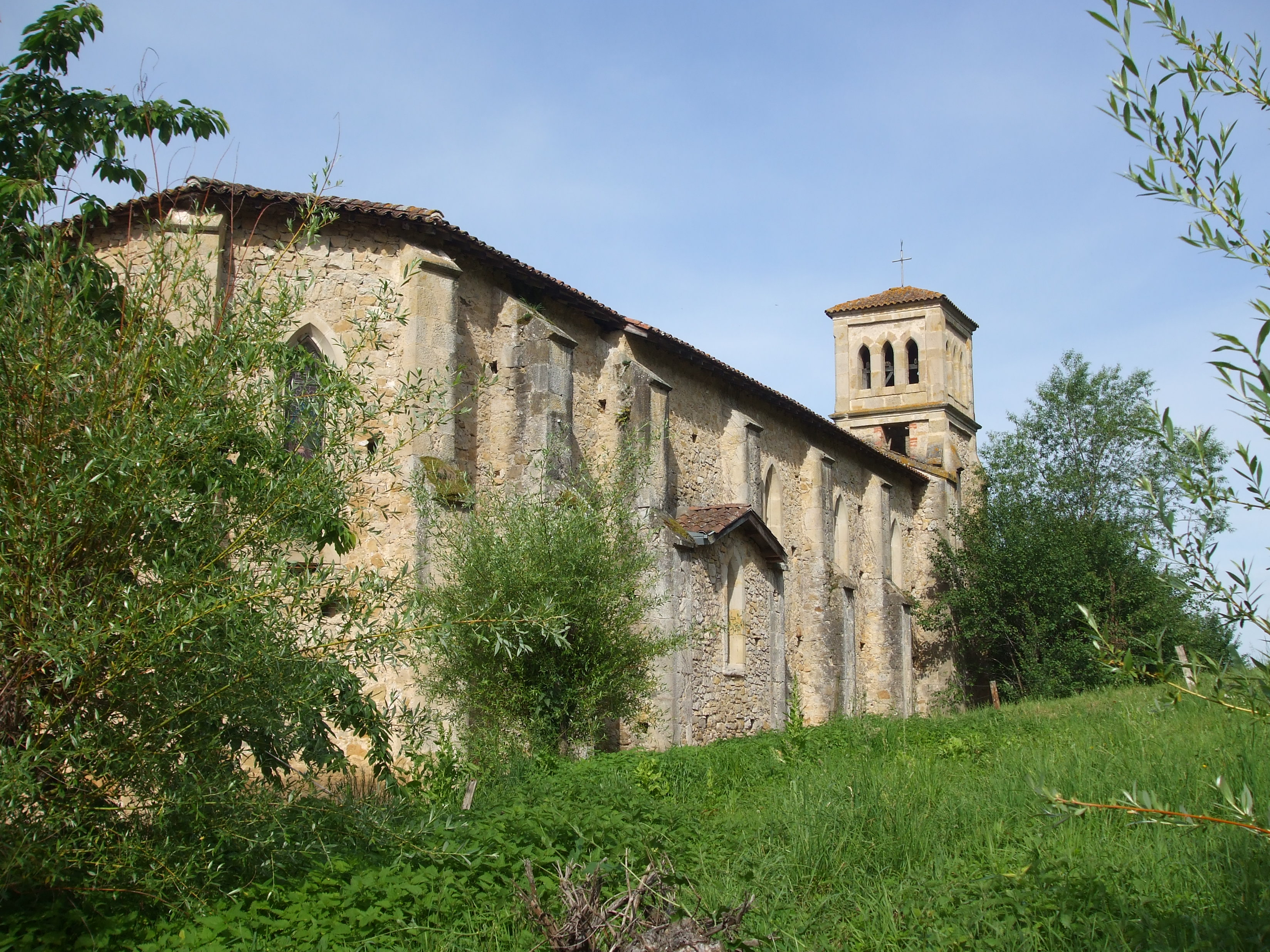
L'église.
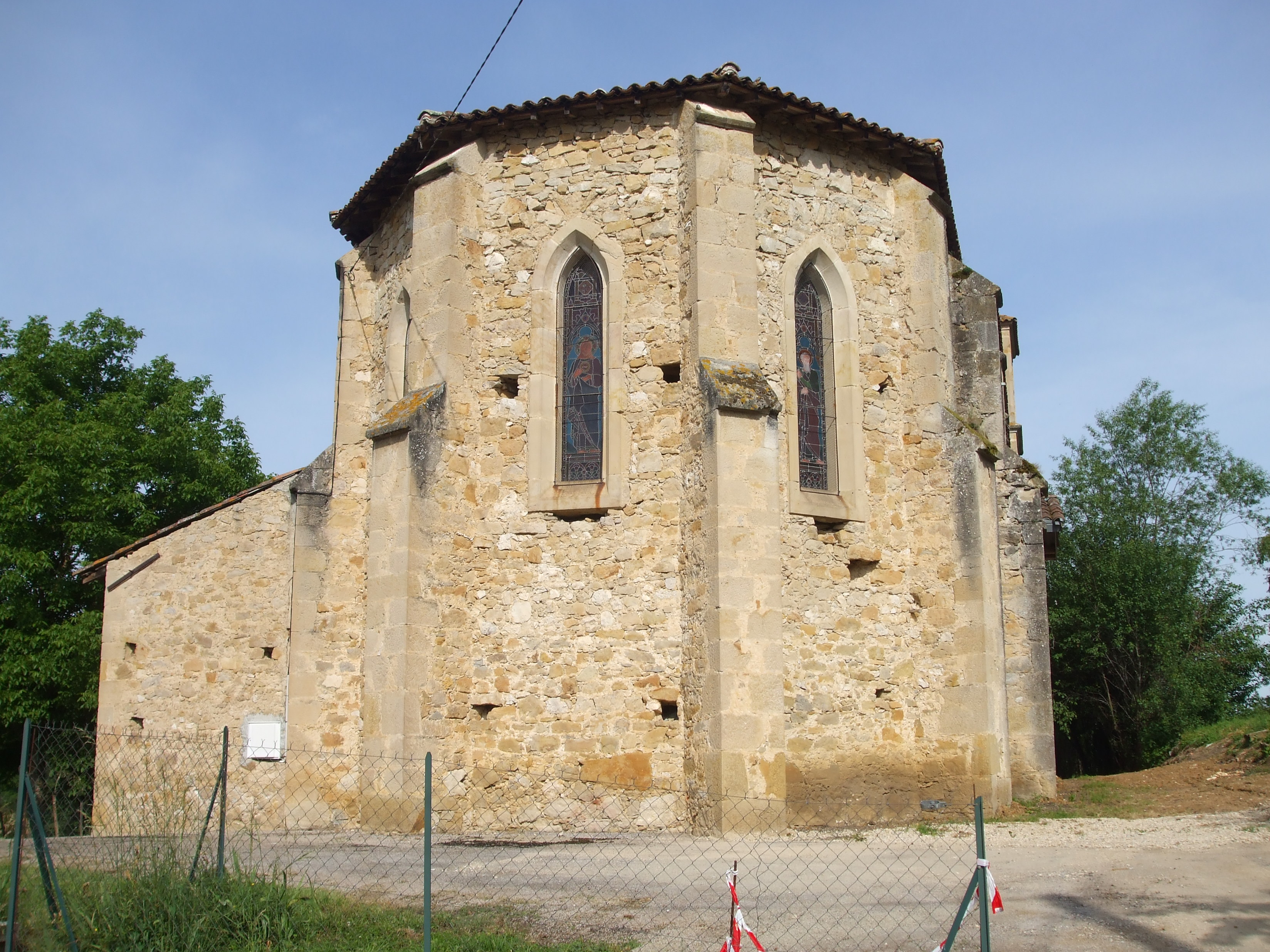
Chevet de l'église.
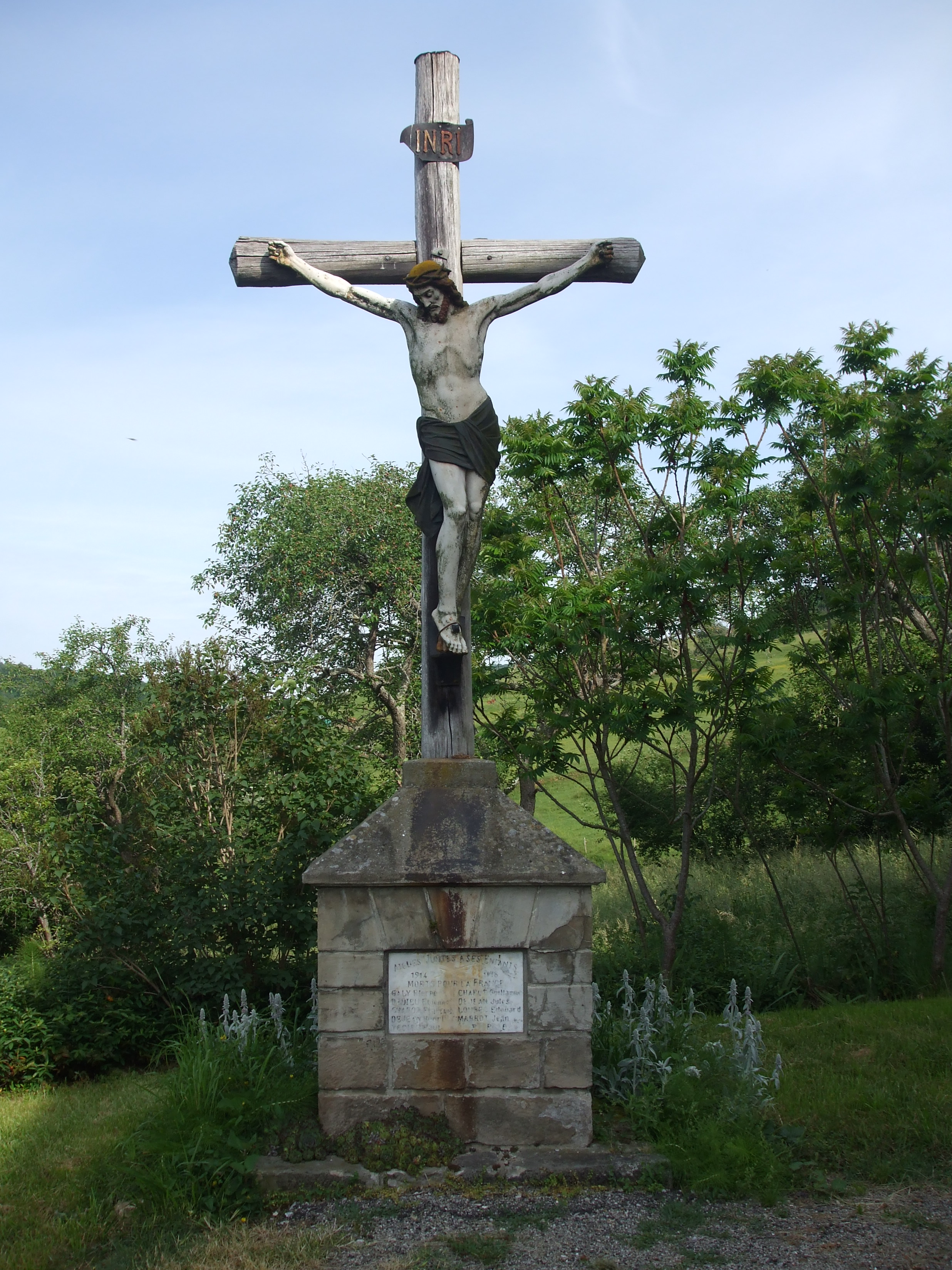
Monument aux morts avec une statue d'un Christ en croix.
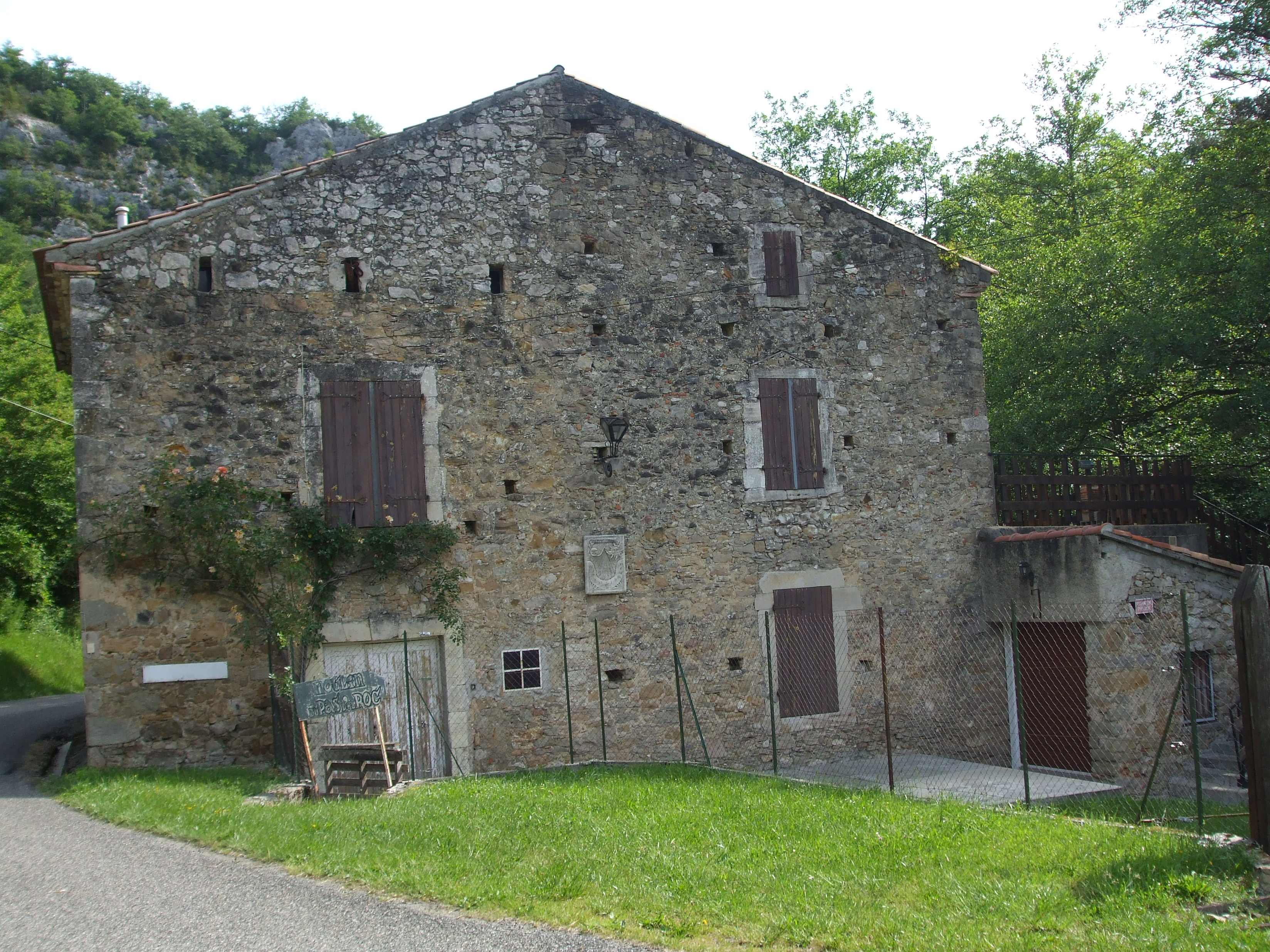
Moulin du Pas del Roc.

### Personnalités liées à la commune
- Saturnin Marc de Boyer (1753-1840), député sous le Premier Empire, était seigneur d'Aigues-Juntes et de Montégut[46].
- Paul Bégou, résistant et maire pendant 42 ans.

## Pour approfondir